# Гамаюн (масонская ложа)
Гамаюн — список масонских лож, во Франции и в России, ныне действующих или ранее закрытых.

## Ложа «Гамаюн» № 624 ВЛФ
Ложа была основана 1 декабря 1931 года членами ложи «Северное cияние» для работ молодёжи в масонстве. Инсталлирована 15 января 1932 года. Работала по Древнему и принятому шотландскому уставу под эгидой Великой ложи Франции под № 624. До войны собиралась в русском масонском доме на улице Иветт, после окончания войны — на улице Пюто. В конце 1934 года при ложе было организовано пищевое кооперативное товарищество, которое работало до 1937 года. Возобновила работы 11 мая 1945 года. В 1960—1961 годах проводила совместные собрания с ложей «Лотос». Закрыта в 1965 году в связи с переходом большинства членов ложи в Великую национальную ложу Франции. Численность ложи за 34 года составила 111 масонов.

## Ложа «Гамаюн» ВНЛФ
Ложа «Гамаюн» была основана 24 июня 1993 года в Санкт-Петербурге. Ложа начала работать с осени 1993 года в Воронеже. Когда сложились предпосылки для создания в 1995 году Великой ложи России, то ложа «Гамаюн» выступила одной из лож учредительниц.

## Ложа «Гамаюн» № 4 ВЛР
24 июня 1995 года в Москве прошла учредительная ассамблея Великой ложи России. Учредителями Великой ложи России выступили Великая национальная ложа Франции и четыре ложи ранее созданные ею на территории России. После учреждения все ложи вошли в состав Великой ложи России и получили новые реестровые номера. Так, ложа «Гамаюн» получила № 4.
В связи с малочисленностью в ложе (осталось 3 действующих масона) и невозможностью проводить регулярные масонские собрания, работы ложи «Гамаюн» № 4, с осени 2017 года, приостановлены.

## Ложа «Гамаюн» № 502 ВЖЛФ
28 ноября 2017 года, в Санкт-Петербурге, под юрисдикцией Великой женской ложи Франции, была создана ложа «Гамаюн» № 502. Ложа работает в Москве и Санкт-Петербурге по Французскому восстановленному ритуалу и объединяет около 30 сестёр.